# 7164 Babadzhanov
7164 Babadzhanov eller 1984 ET är en asteroid i huvudbältet som upptäcktes den 6 mars 1984 av den amerikanske astronomen Edward L.G. Bowell vid Anderson Mesa Station. Den är uppkallad efter den sovjetisk-tadzjikiske astronomen och akademikern vid Vetenskapsakademien i Tadzjikiska SSR, Pulat Babadzjanov.
Asteroiden har en diameter på ungefär fyra kilometer.